# Lucio Papirio Cursor (tribuno consular 387 a. C.)
Lucio Papirio Cursor (en latín Lucius Papirius Cursor) Censor, en el año 393 a. C., y después dos veces tribuno militar, en el año 387 a. C. y 385 a. C.